# Haux (Gironda)
Haux é uma comuna francesa na região administrativa da Nova Aquitânia, no departamento da Gironda. Estende-se por uma área de 10,27 km². Em 2010 a comuna tinha 850 habitantes (densidade: 82,8 hab./km²). A comuna está situada na área urbana de Bordéus, na região de Entre-deux-Mers.